# Abernathy (Texas)
Pour les articles homonymes, voir Abernathy.
La ville américaine d’Abernathy est située dans les comtés de Hale et Lubbock, dans l’État du Texas. Sa population s’élevait à 2 865 habitants lors du recensement de 2020.

## Source
- (en) Cet article est partiellement ou en totalité issu de l’article de Wikipédia en anglais intitulé « Abernathy, Texas » (voir la liste des auteurs).

1. ↑  « Population and Housing Unit Estimates », United States Census Bureau, 1er juillet 2021 (consulté le 3 décembre 2022)
2. ↑  Texasalmanac. Consulté le 20 juin 2025